# Viktor Sergueïevitch Kotchoubeï
Pour les autres membres de la famille, voir Famille Kotchoubeï.
Prince Viktor Sergueïevitch Kotchoubeï (en russe : Князь Виктор Сергеевич Кочубей, en ukrainien : Князь Віктор Сергійович Кочубей), né le 11 octobre 1860 à Aloupka et mort le 4 décembre 1923 à Wiesbaden, est un général russe, aide de camp du tsarévitch Nicolas Alexandrovitch de Russie et directeur au Ministère de la Cour Impériale.

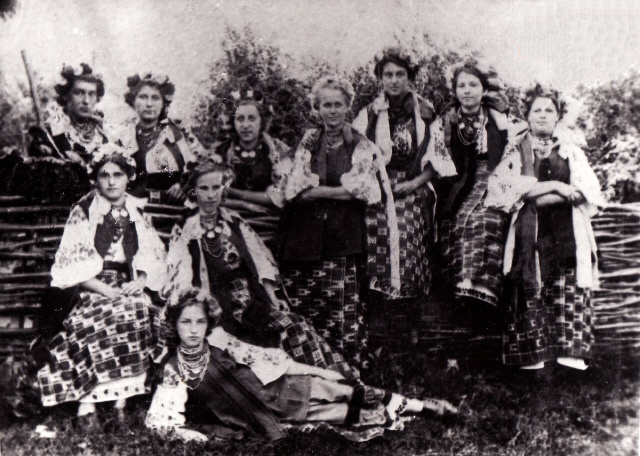
Les filles de Dikan'ka. Les première et cinquième filles en partant de la gauche sont les deux filles de Viktor Sergueïevitch Kotchoubeï, Nadejda "Nadia" Viktorovna et Sofia Viktorovna Kotchoubeï

## Famille
Fils du prince Sergueï Viktorovitch Kotchoubeï et de son épouse Maria Vassilievna Vassiltchikova, petit-fils du prince Viktor Pavlovitch Kotchoubeï et du comte Alexandre von Benckendorff. Neveu du prince Vassili Viktorovitch Kotchoubeï.
Il épousa Ielena Konstantinova Beloselskaïa-Belozerskaïa (1869-1944) fille du prince Konstantin Esperovitch Beloselski-Belozerski (1843-1920) et de son épouse Nadejda Dmitrievna Skobeleva (1847-1920).
Trois enfants naquirent de cette union :
- Viktor Viktorovitch Kotchoubeï (1893-1953). En 1917, envoyé en France, il ne retourna jamais en Russie. Il s'installa en France et décéda dans l'État du Massachusetts, il mourut sans descendance ;
- Nadejda Vikotorovna Kotchoubeï : (1894-1967) ;
- Sofia Viktorovna Kotchoubeï : (1896-1920)[1].

## Évolution de la carrière militaire
- Sous-lieutenant. (24 novembre 1878).
- Cornette : 1878.
- . Lieutenant. (1er janvier 1885).
- Lieutenant-capitaine (4 septembre 1899).
- . Capitaine. (7 avril 1894).
- . Colonel. (1898).
- . Major-général. (1899).
- . Lieutenant-général. (1911).

## Biographie

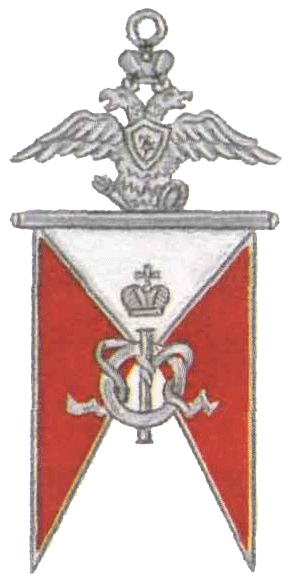
Insigne du régiment de Cavalerie de la Garde de Sa Majesté L'impératrice Maria Fiodorovna.

Viktor Sergueïevitch  Kotchoubeï eut pour ascendant Küçük, un bey tartare de Crimée. Né dans une famille ukrainienne. Ses parents de famille noble cosaque furent les propriétaires des domaines de Dikanka (oblast de Poltava aujourd'hui en Ukraine). Fils aîné du conseiller d'État Sergueï Viktorovitch Kotchoubeï.
Le jeune prince étudia au domicile de ses parents puis, en 1878, il obtint son diplôme d'officier à l'Académie d'artillerie Mikhaïlovski de Saint-Pétersbourg. Le 12 novembre 1878, il prit du service dans un régiment d'artillerie à cheval. Le 24 novembre de la même année, il fut promu au grade de sous lieutenant. Au grade de cornette, le prince rejoignit le Régiment de cavalerie de la Garde de Sa Majesté l'Impératrice Maria Fiodorovna. Le 1er janvier 1885, il fut élevé au grade de lieutenant. Le 4 septembre 1899, il reçut une nouvelle promotion lieutenant-capitaine. Le 1er janvier 1892, il servit en qualité d'aide de camp de Sa Majesté le tsarévitch Nicolas Alexandrovitch de Russie, il demeura au service de l'héritier du trône impérial de Russie de 1892 au 21 octobre 1894. Au cours de ces années, il fut promu capitaine (17 avril 1894).

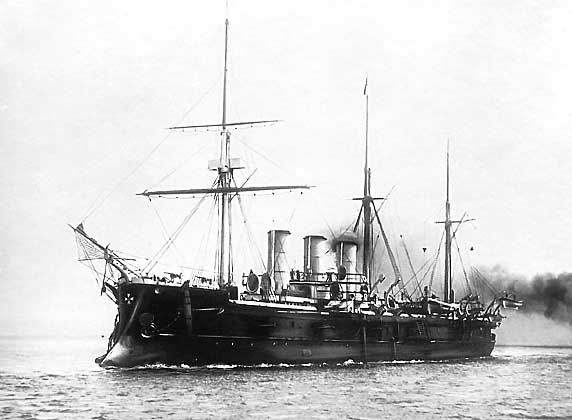
Le croiseur Mémoire d'Azov sur lequel le tsarévitch Nicolas Alexandrovitch de Russie effectua son voyage d'études en Orient.

Le 23 octobre 1890, il accompagne le tsarévitch lors de son voyage d'études en Orient à bord du croiseur Mémoire d'Azov.
Après le décès d'Alexandre III de Russie, des liens d'amitié se nouèrent entre le prince Kotchoubeï et le nouvel empereur Nicolas II de Russie. Le tsar invita Viktor Sergueïevitch à la Cour impériale. Le souverain le nomma général-adjudant dans le Cortège de Sa Majesté. L'Empereur découvrit en Viktor Sergueïevitch Kotchoubeï de précieuses qualités d'économiste, de gestionnaire et d'organisateur. En 1897, Nicolas II de Russie proposa au prince le poste de ministre de la Cour Impériale, dans sa modestie, il estima cette fonction « d'un trop haut rang », il refusa cette promotion. En 1898, il fut élevé au grade de colonel. En 1899, une nouvelle promotion l'éleva au grade major-général. En 1908, l'empereur le nomma au poste de directeur du Ministère de la Maison Impériale.Il occupa cette fonction jusqu'en février 1917. En 1909, il fut promu général puis en 1911 lieutenant-général.
Au cours de la Révolution de février 1917, le prince fut arrêté et emprisonné, sa détention fut de courte durée, sur la demande de l'avocat Alexandre Fiodorovitch Kerenski, il retrouva la liberté. Le 19 avril 1917, pour raison de santé, il quitta les rangs de l'armée. Avec sa famille, Il s'installa à Kiev puis émigra en Allemagne.

## Résidence du prince Viktor Sergueïevitch Kotchoubeï

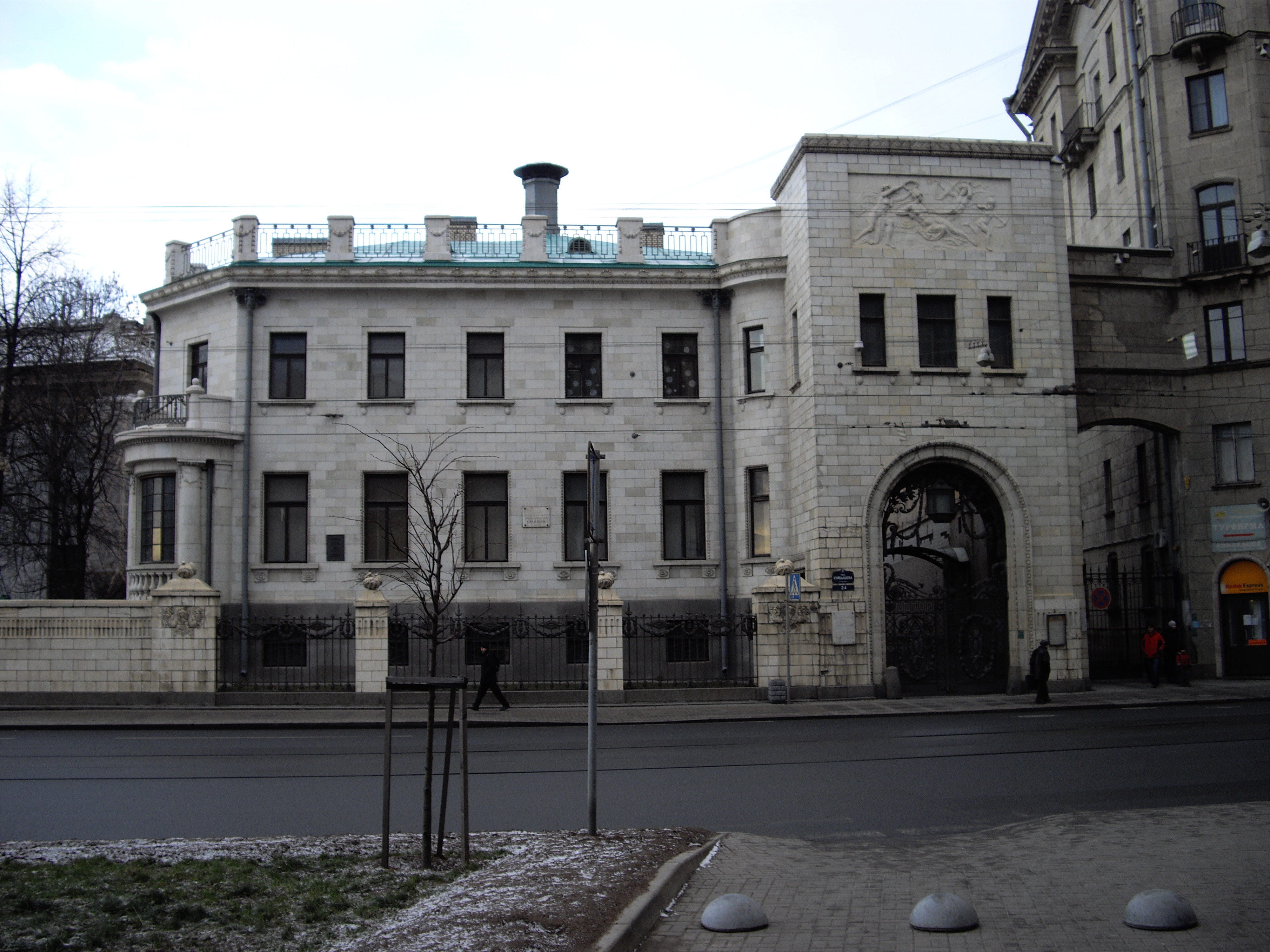
Maison du prince Viktor Sergueïevitch Kotchoubeï au 24, rue Fourchtatskaïa dans la centre de Saint-Pétersbourg, cette demeure fut construite entre 1908 et 1910 par l'architecte russe Robert Friedrich Melzer

Outre son domaine de Dikanka, lors de ses séjours à Saint-Pétersbourg, le prince Kotchoubeï résida dans une maison située au 24, rue Fourchtatskaïa dans le centre de Saint-Pétersbourg. Cette demeure fut construite par l'architecte russe Robert Friedrich Melzer (1860-1943).

## Vinification des vins de Crimée
Au poste de Directeur du Ministère de la Maison Impériale, de 1908 à 1917, à Yalta, le prince Kotchoubeï fut à l'origine du développement de la vinification des vins de Crimée. « Sous l'habile direction du prince Kotchoubeï bientôt les vins de Crimée atteignirent un haut degré de perfection ». Selon les experts internationaux, les vins du Domaine de Massandra figurent parmi les meilleurs crus du monde.

## Exil
Sur la base de certains témoignages, le prince Kotchoubeï aurait après la Révolution russe assisté avec d'autres personnalités à des réunions à Kiev et en Crimée, monarchiste convaincu, ami de Nicolas II de Russie, le prince s'inquiéta pour la vie du tsar alors détenu dans la Villa Ipatiev à Iekaterinbourg.

## Décès et inhumation
Le prince Viktor Sergueïevitch Kotchoubeï décéda le 4 décembre 1923 à Wiesbaden (Allemagne), il fut inhumé dans le cimetière orthodoxe de cette ville.

## Distinctions
- 1913 : Ordre de Saint-Vladimir (2e classe).
- 1902 : Ordre de Saint-Vladimir (3e classe).
- 22 mars 1915 : Ordre de l'Aigle blanc.
- 1907 : Ordre de Sainte-Anne (1re classe).
- 1904 : Ordre de Saint-Stanislas (1re classe).